# Inedita
Inedita (łac. niewydane) – teksty dzieł literackich niewydanych za życia autora, które pozostają w rękopisach. Inedita są niekiedy publikowane po śmierci autora, nierzadko w postaci dzieł zebranych.